# 미첼 라이언

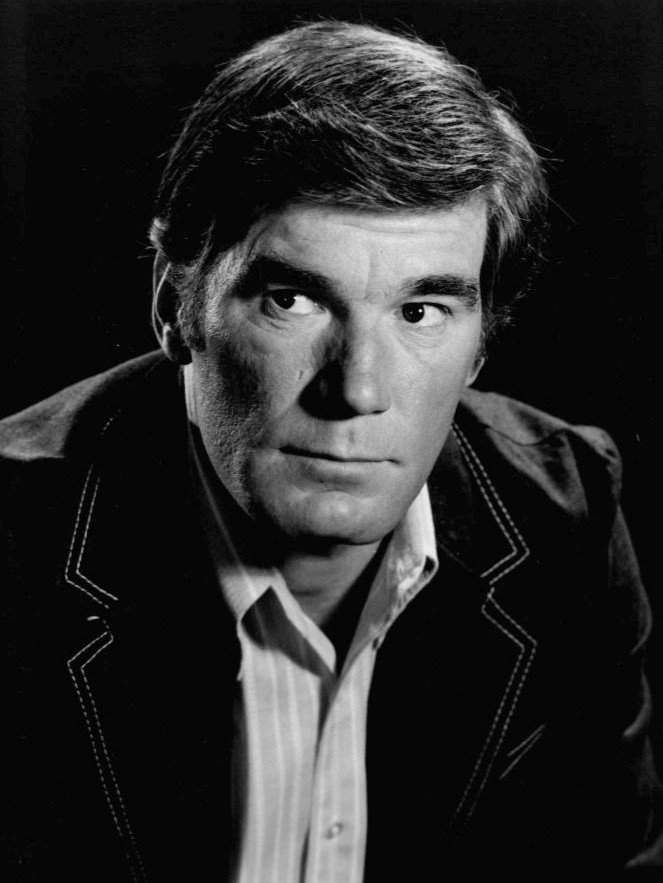

미첼 라이언(Mitchell Ryan, 1934년 1월 11일 ~ 2022년 3월 4일)은 미국의 영화, 텔레비전, 무대 배우이다.
오하이오주 신시내티에서 태어나 켄터키주 루이빌에서 자랐다. 아버지는 판매원이고 어머니는 작가였다. 한국 전쟁 중에 미국 해군에 복무했다.

## 참여 작품
- 헌팅 파티 (1971년 영화)
- 평원의 무법자
- 더티 해리 2 - 이것이 법이다
- 미드웨이 (1976년 영화)
- 2분 경고
- 부부 탐정
- A 특공대
- 남과 북 (텔레비전 드라마)
- 리썰 웨폰
- 돌아온 제5전선
- 스타 트렉: 더 넥스트 제너레이션
- L.A. 로
- 더 골든 걸스
- 제시카의 추리극장
- 못말리는 람보
- 블루 스카이 (1994년 영화)
- 스피치리스 (1994년 영화)
- 저지 드레드 (1995년 영화)
- 할로윈 6
- 데블스 오운
- 라이어 라이어
- 그로스 포인트 블랭크